# Естал (Њемачка)
Естал (њем. Esthal) град је у њемачкој савезној држави Рајна-Палатинат. Једно је од 48 општинских средишта округа Бад Диркхајм. Према процјени из 2010. у граду је живјело 1.508 становника. Посједује регионалну шифру (AGS) 7332016.

## Географски и демографски подаци
Естал се налази у савезној држави Рајна-Палатинат у округу Бад Диркхајм. Град се налази на надморској висини од 363 метра. Површина општине износи 15,5 km². У самом граду је, према процјени из 2010. године, живјело 1.508 становника. Просјечна густина становништва износи 97 становника/km².